# Auguste Leuba (Politiker, 1878)
Auguste Leuba (* 3. April 1878 in Noiraigue; heimatberechtigt in Buttes; † 19. Februar 1960 in Saint-Blaise) war ein Schweizer Chemiker und Neuenburger Gross- sowie Nationalrat.

## Leben und Wirken
Auguste Leuba war Sohn des gleichnamigen Nationalrats und der Marie geborene Jacot-Baron. Der Staatsrat Auguste Leuba war sein Grossvater. Er heiratete Henriette, Tochter des Arztes Gustave-Oscar Amez-Droz. Der Staatsrat Pierre-Auguste Leuba (1905–1965) war sein Sohn.
Leuba absolvierte von 1900 bis 1904 ein Studium der Chemie an der Technischen Hochschule Darmstadt und der Universität Genf. Sein Vater und Onkel hatten die Kalk- und Zementfabrik Le Furcil in Noiraigue geleitet, seinerzeit Leuba Frères. Leuba wirkte ab 1915 als Verwaltungsrat der Westschweizer Kalk- und Zementgesellschaft (Chaux et Ciments), später als Verwaltungsratsdelegierter und zuletzt von 1934 bis 1959 als Präsident. Im Verwaltungsrat der Eisenbahngesellschaft Régional du Val-de-Travers stand er von 1922 bis 1935 an der Spitze. Dem Vorstand der Neuenburger Industrie- und Handelskammer gehörte er von 1934 bis 1937 an. Weitere Verwaltungsräte, in denen Leuba mitwirkte, waren die des Neuenburger Reserve- und Hilfsfonds, des Sanatoriums Populaire Neuchâtelois in Leysin, der Neuenburger Kantonalbank sowie der Société d’apprêtage d’or SA in La Chaux-de-Fonds.
Leuba war von 1909 bis 1920 Gemeinderat (Exekutive) von Buttes. Der freisinnige Politiker war Grossrat (1907–1919, 1924–1929) und 1913 dessen Präsident sowie Nationalrat (1913–1919).

## Belege
1. 1 2  Eric-André Klauser: Auguste Leuba. In: Historisches Lexikon der Schweiz.  4. April 2007.
2. 1 2 3  Eric-André Klauser: Auguste Leuba. In: Historisches Lexikon der Schweiz.  4. April 2007.
3. 1 2  Schweizerische Eliten im 20. Jahrhundert: Leuba, Auguste. (abgerufen am 26. November 2023)

| Personendaten    | Personendaten                                                           |
| ---------------- | ----------------------------------------------------------------------- |
| NAME             | Leuba, Auguste                                                          |
| KURZBESCHREIBUNG | Schweizer Unternehmer und Politiker, Neuenburger Gross- und Nationalrat |
| GEBURTSDATUM     | 3. April 1878                                                           |
| GEBURTSORT       | Noiraigue, Schweiz                                                      |
| STERBEDATUM      | 19. Februar 1960                                                        |
| STERBEORT        | Saint-Blaise, Schweiz                                                   |